# Heintje Simons
Hendrik Nikolaas Theodoor Simons (Henrik Nikolaj Teodor Simons), kot odrasel znan kot Hein Simons, v otroštvu znan kot Heintje (Hinko), nizozemski pevec ter filmski igralec, * 12. avgust 1955.

## Pevec in igralec

### Otroštvo in začetki
Heintje - Hinko Simons - se je rodil očetu Hendriku (Henrik) in materi Johanni (Ivanka) kot Hendrik Nikolaas Theodoor Simons, 12. avgusta 1955 v kraju Kerkradu na Nizozemskem. 
Oče si je kot rudar nakopal silikozo ter se je moral upokojiti zaradi silikoze, kar je družino pahnilo v revščino. Zato je odprl trgovinico in Heintje je že od svojega petega leta spremljal petje s plošč (džuboks) in tako s svojim lepim, prijetnim in kovinsko-prodornim falsettom privabljal vse več kupcev, ki jih je prevzela tudi vsebina, zlasti tistih o mami. Ko je bil star 11 let, je nastopil v sosednjem mestu Schaesberg na tekmovanju mladih nadarjenih pevcev in zmagal med 30-imi tekmeci. 

#### »Mama«
Večina ljudi Hinka povezuje z njegovimi uspešnicami "Heidschi Bumbeidschi" ali "Mama"; zlasti zaradi Mame je že pri dvanajstih letih postal vsesplošno znan zvezdnik; vendar zanika, da bi sploh kdaj bil »mamin fantek«.
| Heintje war eigentlich gar kein Mamasöhnchen | Hinko pravzaprav sploh ni bil mamin sinček |
| --- | --- |
| "Ich darf das meiner Mutter Johanna eigentlich gar nicht sagen, aber ich habe immer zum Vater tendiert", erzählt Heintje alias Hein Simons jetzt der "Bild" und stellt noch einmal klar: "Ich war mehr Papa- als Mamakind." Er meint, dass Jungs vielleicht einfach mehr mit Papas anfangen könnten“. | "Tega bi svoji materi Ivanki pravzaprav ne smel povedati; toda jaz sem se vedno bolj nagibal k očetu. Bil sem bolj očkov kot mamin otrok.” On meni, da se kratko malo lahko mladeniči bolj zanašajo na očete. |

1967 je Heintje kot otrok s pesmijo Mama postal glasbeni zvezdnik ter se na nemških lestvicah obdržal več kot leto dni na drugem mestu. Toda: če je on bolj očkov kot mamin, zakaj ni zapel namesto »Mama« - »Papa« (Očka, Ata). Tudi za to ima razlago: 
| Nicht speziell für mich geschrieben | Ni bila napisana posebej zame |
| --- | --- |
| Doch auch dafür hat der heute 62-Jährige eine Erklärung parat: "Es ist ja gar nicht speziell für mich geschrieben worden. Es wurde 1940 schon vom italienischen Tenor Beniamino Gigli gesungen und auch von Connie Francis." | Tudi na to ima danes 62-letnik razlago takoj pri roki: "Saj pesem ni bila napisana posebej zame. Že 1940 jo je pel italijanski tenor Gigli in tudi Francis." |

Ko je glasbenik in producent Addy Kleijngeld slišal za priljubljenega pevčka o mami, ga je šel poslušat na njegov dom. Dal je nekaj manjših pripomb, ga sprejel kot stalno stranko in zanj napisal večino skladb. Pesem "Mama" je najprej pel v nizozemščini in v Amsterdamu 1966 izdal svojo prvo ploščo, ki mu je odprla pot v celotni Beneluks. »Mama« je leto pozneje izšla v nemškem prevodu; prodaja je poskočila na čez milijon plošč in je tako dobil prvo zlato ploščo; to je pomenilo šele začetek njegovega vrtoglavega vzpona.
Mali Heintje je takrat začel peti predvsem v nemščini in zaslovel zlasti po germanskem kulturnem prostoru in hitro obogatel. Svojo družino je preselil nazaj v očetov rojstni kraj Neu Moresnet, kjer živi še danes v bližini starodavnega Schimperskega gradu ob tromeji med Belgijo, Nizozemsko in Nemčijo.
Heintje - Hain - je torej zaslovel kot čudežni otrok s petjem pesmi o materi in Božiču pod otroškim imenom Heintje v času, ko so bili priljubljeni pevci čisto drugačnega kova, je komaj pet let star začel peti svoje pesmi o materi. 1960 so začeli svoj zmagoviti pohod po svetu Beatlesi in Rolling Stonesi, ki so pa razglašali "svobodno ljubezen".

### Mladostni uspehi
Heintje je pesem-uspešnico »Mama« oktobra 1967 zapel tudi v nemščini. Prvič je nastopil na nemški TV-postaji ZDF v oddaji „Der goldene Schuß“. Naslednje leto je bila njegova plošča najbolj poslušana v Nemčiji.
Postal je znan tudi kot otrok igralec s svojimi nastopi v številnih nemških filmih šestdesetih let; nekateri so prevedeni v angleščino in tudi burščino oziroma afrikanščino. Prav tako je dosegel uspeh pri petju angleških pesmi, od katerih je najbolj zaslovel s pesmijo: »I'm Your Little Boy« (»Jaz sem tvoj fantek«) leta 1971. Časopis Los Angeles Times ga je opisal kot »najdragocenejšo evropsko lastnino in njenega najboljšega pevca v času krize« (11. marec 1971). Frankfurter Allgemeine Zeitung pa je o njem zapisal: »Nihče ni večji od njega v nemškem gledališkem pridobitništvu (show-business)."
Prvo ploščo »Mama« je izdal 1967 v več kot milijon izvodih ter si pridobil prvo zlato ploščo. Naslednje leto je prodal album Heintje v več ko dva milijona izvodov in si pridobil platinasto ploščo. Druge plošče in posnetki so tudi presegli milijon primerkov, med njimi najbolj znani »Du sollst nicht weinen« (Ti ne smeš jokati), »Heidschi bumbeidschi« (Hajči bumbajči) in priložnostni praznični album Weihnachten mit Heintje (Božič s Hinkom). Celotna prodaja je v letih 1968 in 1969 presegla 10 milijonv, v naslednjih pa se je povzpela skoraj na 50 milijonov (tj. 40 zlatih plošč).

### Odrasli Hein Simons sklada in poje
Pri dvajsetih je začel nastopati v Južni Afriki in peti v burščini oziroma afrikanščini. Njegova pesem »Jou Hart Is Weer Myne« (Tvoje srce je zopet moje) je bila po priljubljenosti v Južni Afriki, kjer je v tem času veliko nastopal, na 4. mestu. Njegovo petje je zaslovelo tudi po Ameriki, po Aziji - zlasti na Kitajskem - in celo v Avstraliji. 
Heintje oziroma Hein Simons je torej kot odrasel še naprej pel in nastopal, tudi v filmih. Proslavil se je zlasti na nemškem govornem področju, vendar se uspehi iz otroštva po mutaciji glasu niso več povrnili.Po letu 1990 je postal znan tudi po prepevanju narodnih pesmi zlasti na RTV.
Zdravstvene težave
Heintje je nastopal v občinstvo osvajajočih filmih o klošarjih ter v treh nadaljevankah v prav zanj prirejenih glavnih vlogah. Prav v času, ko je prodal skoraj 50 milijonov plošč in bil po vsem svetu slavljen nadzvezdnik, so ga začele pestiti hude zdravstvene težave. Sam je prvič izpovedal šele 2014 v pogovoru za “Freizeit Revue”, da je takrat (1998) skorajda umrl zaradi pljučne embolije:
| Der Kinderstar hat schwere Zeiten hinter sich | Otroški zvezdnik je prebrodil hude čase |
| --- | --- |
| „Ich verspürte furchtbare Angst. Ich hatte Schläuche in der Nase für die Luftzufuhr, konnte aber stundenlang nicht richtig atmen. Das ging über zwei Tage so, ich habe gedacht, ich sterbe.“ Inzwischen ist der Sänger zum Glück wieder wohlauf, steht auch wieder auf der Bühne und singt für „Familienpublikum“. | "Občutil sem grozen strah. V nosu sem imel cevke za dovod zraka, a več ur nisem mogel pravilno dihati, kar je trajalo skozi dva dni; mislil sem, da bom umrl." Zdravje se mu je k sreči zopet popravilo in zdaj lahko spet nastopa na odru ter prepeva za "družinsko občinstvo". |

Pozimi istega leta (2014) so milijoni Nizozemcev zopet lahko občudovali Henrikov nastop v priljubljeni oddaji "De Wereld Draait Door" (Svet se vrti kar naprej); rojakom je predstavil tudi svoj novi CD - prvi v nizozemščini po več kot 40 letih. V nemščini je predstavil tudi svojo novo zgoščenko "Vertrau auf dein Herz" ( "Zaupaj v svoje srce"). 
Srčna operacija pa ga je prisilila k polletnemu premoru. Ob svoji šestdesetletnici (2015) je kljub zdravstvenim nevšečnostim obljubljal, da bo spet nastopal, in da bo po želji spet pel o mami in Božiču.
Heina Simonsa pesti srčna bolezen – srčno popuščanje, kar je pravzaprav srčna oslabelost in zato srce ne deluje z zadostno močjo. Znano je, da se na splošno srčno-žilne bolezni pri moških pojavijo povprečno okoli 10 let prej kot pri ženskah.
Pred tremi leti je moral na operacijo srca in svet je zvedel, da je zvezdnik hudo bolan. 
| Hein "Heintje" Simons ist krank | "Heintje" Hain Simons je bolan |
| --- | --- |
| "Man versuchte, meine chronische Herzschwäche zunächst einmal nur medikamentös zu behandeln. Mein Herz hatte zu wenig Power, zu wenig Kraft und die beiden Herzklappen schlugen nicht mehr parallel und unrhythmisch. Die Medikamente schlugen nicht wirklich gut an. Dann hat man mir vorgeschlagen, einen Defibrillator einzusetzen", erklärte er nach der Operation damals. | "Sprva so skušali moje kronično srčno popuščanje zdraviti le z zdravili. Moje srce je imelo premalo moči, premalo zmogljivosti in obe srčni zaklopki nista več utripali vzporedno in enakomerno. Zdravila niso delovala prav dobro. Nato so mi zdravnik predlagali, da bi mi vstavili spodbujevalnik,« je povedal po takratnem posegu. |

Nekdanjemu otroškemu zvezdniku s prodorno-prijetnim kovinsko-zvonkim glasom pa ne nagaja le srce, ampak se je uprl tudi želodec, ter se je moral zdraviti zoper kislino. Pred nekaj leti je jemal tudi zdravila za redčenje krvi zaradi embolije. Tudi danes je na zdravilih in vsak dan jemlje po dvanajst tablet: pet zjutraj, sedem zvečer. Kljub temu ali ravno zato se počuti odlično in gleda na zadevo pozitivno.

## Družina

### Življenje v zakonu
Hain Simons je bil star 26 let, ko se je 1981 poročil s prijateljico iz otroških let, s sedem let mlajšo Doris Uhl. Ona ga je občudovala že kot mladega pevca – čudežnega otroka, kar je očitno že na njegovi plošči iz 1968 Ich bau' dir ein Schloss (Zgradil ti bom graščino). 
To občudovanje se je nato stopnjevalo v zaljubljenost, kar je bilo kronano s poroko. Ljudje so imeli vtis, da je to pripeljalo do pravljične sanjske poroke. Rodili so se jima trije otroci: dva sina in hčerka ter so živeli v Belgiji, v očetovem rojstnem kraju Neu Moresnet v pokrajini Liège.
Zakonske težave
Pred leti so časopisi poročali o težavah, ki so sčasoma nastopile v njunem zakonu:

Med Heintjejem in njegovo ženo Doris ne cvetijo samo vrtnice.

Heintje (54), pravzaprav Hein Simons, je bil poročen 28 let z ženo Doris (47) in napetosti, ki so se v njunem zakonu stopnjevale toliko, da je par začel razmišljati o ločitvi, so malo popustileHein pravi: »Midva sva skupaj že tako dolgo, da sva se že drug drugega naveličala. To je tako: sprva ste še vedno noro zaljubljeni, potem pa ostaja predvsem odnos...« Za razvezo sta bila oba, vendar so ju njuni otroci Pasqual (27, r. 1982), Gina (20, r. 1989) in Henry (17, r. 1992) odvrnili od te zamisli, čeprav verjetno za to niti niso vedeli. »Oni ne vedo, da sva to načrtovala; da ni prišlo do ločitve, je res zasluga najinih otrok. Oni naju povezujejo.« Doris in Hein menita, da tako dajejo otroci njunemu zakonu še eno priložnost in pravita: »Misliva, da je nevarnost ločitve zdaj za nama. Bova počakala še nekaj let.« Po nekaj letih svoje odločitve nista obžalovala in sta prišla do spoznanja: »Najbrž naju povezujejo otroci. Bilo bi neodgovorno, da bi se ločila. Danes (2011) je na srečo dobro.«
Ločitev
Toda mirno obdobje ni trajalo za dolgo. Ni čisto jasno, kaj je bilo po sredi, kdo je koga dolžil in kdo je koga zapustil. Do ločitve, kot jih na splošno poznamo, pravzaprav ni prišlo, ampak sta se kar preprosto razšla. 
Heintje oziroma Hein je najprej ves žalosten trdil, da ima njegova žena drugega in da jo je zato zapustil. 
Njegova žena in mati treh otrok ga je 2014 zapustila s podobno trditvijo; pozneje pa on ni zanikal kakega bežnega "poznanstva". Vsekakor pa se vsekakor nista ločila na »Donnerwetter«- ob praznikih, zlasti o Božiču, se vse do letos (2021) še naprej srečujeta in skupaj z njima so tudi otroci – vendar redno živi Heintje sam z dirkalnimi konji, svojo konjušnico in še naprej sklada ter izdaja nove albume - žena pa tudi sameva. Čeprav se nekdanji čudežni otrok ne namerava ponovno poročiti, kakega "poznanstva mimogrede" niti ne skriva preveč; tako se občasno daje "v zobe" tovrstnim časopisom, ki so lačni takih novic. 

### Mama, otroci, vnuki...
Otroci so ostali skupaj kljub ločitvi staršev
Po 33 letih sorazmerno srečnega zakona sta se Doris in Heintje 2014 sicer ločila, vendar otrok nista delila, ampak so ostali Pasqual, Gina in Hendrik obema. Ločitev je oba hudo prizadejala – vendar ostaja Božič družinski skupni praznik prej kot slej.
Težave z najstarejšim
Lani (2020) je nemška revija Bunte objavila pogovor s Heinom Simonsom, ki je prvič javno spregovoril o svoji nočni mori in sicer o boju, ki se ga je lotil, da bi iztrgal svojega najstarejšega iz krempljev mamil : "Želel sem, da bi svojega sina poslal na rehabilitacijsko kliniko, a to bi moral predpisati zdravnik. Policija posreduje pa le tedaj, če napravi mamilar kak hud prestopek." Kot otrok je Heintje pel o vzornem svetu - pozneje pa je spoznaval vedno bolj tudi drugo plat. V lastnem življenju je naletel na marsikaj čisto drugačnega, čeprav je še kot odrasel prepeval o "čudovitih ženskah"  in o "zelo dobrih moških" . Sam v življenju sicer ni imel težav zaradi pijače ali mamil, je pa odvisnosti od alkohola in mamil opazil ogromno v filmskem in glasbenem svetu. Menil je, da se kaj takega pri njih na vasi ne dogaja - a se je hudo zmotil: "Enako je ko drugod: že na šolskem dvorišču skoraj vsi kadijo »travo«." 
Njegov najstarejši sin Pasqual se ni ustavil pri cigaretah hašiša, ampak je zdrsil do dna močvirja. Očeta ni hotel upoštevat, saj ni bil več doraščajoč trinajstletnik, ampak ga je zaneslo v odrasli dobi – pri dvajsetih. Seveda so take vrste odvisnosti pogoste v družinah, kjer je na kupu veliko denarja in kjer se starša ločujeta – kar je bilo oboje tudi v tem primeru: posledice nosijo vedno otroci. »Pri Paskvalu sem lahko usodno opazoval, kako se človek spremeni, ko ga obvladajo mamila. Pomislil sem: 'To ni več moj otrok, kot sem ga poznal ali kot mislim, da sem ga vzgajal'. Toda zdaj je to stvar preteklosti.«
Na vprašanje časnikarja in psihoterapevta Torstena, ali in kdaj je sin ugotovil, da je na napačni poti, je Hain ogovoril, da šele tedaj, ko je bil na dnu - poprej je zavračal sleherno pomoč. Državne ustanove kot policija in zdravstveno-rehabilitacijske ustanove so popolnoma odpovedale in starše pustile na cedilu. Ko pa je sin v vseh pogledih popolnoma propadel, je privolil v pomoč. »Nekega dne smo ga našli popolnoma pijanega in komaj dostopenega. Že dolgo ni bil v službi in od mene ni dobival denarja…«
Vnučke neizmerno rad "crtlja"
Hein Simons je postal dedek sredi 2015. Vnukinjo Romy je njena mati Gina rodila dva meseca prezgodaj in so jo morali hraniti prvih osem tednov v bolnici, saj je sprva tehtala le 1575 gramov in bila velika komaj 42 centimetrov. Henrik silno rad pestuje svojo vnučko, vendar dvomi, da je dobra varuška. Hčerka mu to priznava, vendar dodaja, da je pri tem precej neroden. Vsekakor je Simon prepričan, da se bodo njegove prave sposobnosti kot dedka pokazale šele, ko bodo otroci začeli hoditi, tekati in govoriti. Morda je pa ravno Romy podedovala dedkovo zlato grlo? Sedaj so se ji pridružili še trije vnučki, ki nosijo Hinkove gene – morda tudi pevske. 
Na svoje vnučke pa je Heintje čisto nor; te svoje ljubezni se ne sramuje pokazati časnikarjem in jim velikodušno dovoljuje, da s slikanjem in snemanje proslavljajo njega in njegove micene vnuke in vnukinje, ter razglašajo njegovo ljubezen do "scrtljanega" potomstva današnjemu svetu, ki mu tega pravzaprav najbolj primanjkuje.
Mamo je ugrabila korona
Mamo je kot dvanajstletnik opeval v svoji prvi uspešnici »Mama«. Nanjo je bil izredno ponosen in tudi navezan, saj ga je ona najbolj spodbujala pri nastopanju; oče Hendrik mu je namreč umrl že pred tridesetimi leti od pljučnega raka. Mama Johanna Simons je živela zadnje čase v lastni hišici blizu njegove, tako da sta se lahko redno srečevala in pogovarjala. Zadnje čase je trpela zaradi srčne oslabelosti. Čeprav sta se pri obiskih pogovarjala le skoz okno – je vendarle nekje staknila korono, ki jo je spravila v bolnico ter 86-em letu starosti - 10. novembra 2020 - tudi v grob. 
Zanjo je hudo žaloval in izjavil, da »ni umrla od korone, covida-19, ampak s korono« zaradi oslabelega srca in vode, ki se je nabirala okrog srca. Uvidevno vodstvo bolnice mu je omogočilo, da je bil – sicer v »skafandru« - zaščitni obleki – pri svoji izredno spoštovani materi – vse do njenega zadnjega diha. 

## Priznanja
Dobil je nagrado Radia Luksemburg »Zlati lev«, »Bambi«, nizozemsko nagrado Edison in druga visoka priznanja.

## Seznam plošč in pesmi
- 1967 Dit is Heintje (»Mama«, »Oma so lieb«)
- 1968 Weihnachten mit Heintje (»Du sollst nicht weinen«, »Es kann nicht immer nur die Sonne scheinen«, »Heidschi Bumbeidschi«, »Ich bau' Dir ein Schloss«)
- 1969 »Geh' Deinen Weg«
- 1969 »Liebe Sonne, lach doch wieder«
- 1969 »Ich sing' ein Lied für Dich«
- 1969 Dein schönster Tag; znana tudi kot: Ein Strauß voll bunter Blumen
- 1970 »Schön sind die Märchen vergangener Zeit«
- 1970 »Deine Tränen sind auch meine«
- 1970 Herzlichst
- 1971 »Schneeglöckchen im Februar«
- 1971 Wenn wir alle Sonntagskinder wär'n
- 1972 Fröhliche Weihnacht überall
- 1973 Ich denk an dich; znana tudi nizozemska oblika: Ik denk aan jou
- 1974 Junger Mann mit 19
- 1975 Suid-Afrika, Jou Hart Is Weer Myne
- 1975 Heintje sing van liefde en verlange
- 1978 Ich habe Freunde
- 1978 »Und das alles nur weil wir uns lieben«
- 1989 Herzensmelodie
- 1992 Ich hab' so lange gesucht nach dir
- 1992 »Ein Mutterherz Soll Niemals Weinen«
- 1994 Die Heimat darfst Du nie vergessen
- 1995 »Mama« (Techno-Version)
- 1996 Mein zweites Leben
- 1998 Ich schenk' Dir meine Liebe
- 1998 »Komm, tanz noch mal ganz eng mit mir«
- 1999 Noch einmal mit Gefühl
- 2002 Rück ein Stückchen näher
- 2002 »So Wie Ein Stern«
- 2003 Von Herz zu Herz
- 2004 »Frauen sind was wunderbares«
- 2005 Ich sag' Danke
- 2006 Männer sind einfach zu gut
- 2008 Träum’ mit mir
- 2009 Alles halb so schlimm
- 2011 Leb deinen Traum
- 2014 Thuis
- 2015 Vertrau auf Dein Herz
- 2017 Heintje und Ich
- 2019 Lebenslieder (objavljeno pod njegovim odraslim imenom Hein Simons)

## Seznam filmov
- 1968: Zum Teufel mit der Penne (K vragu s peresnikom)
- 1969: Heintje - Ein Herz geht auf Reisen (Heintje - Srce gre na potovanje v Švico)
- 1969: Hurra, die Schule brennt (Juhej, šola gori)
- 1970: Heintje - einmal wird die Sonne wieder scheinen (Heintje: nekoč bo zopet posijalo sonce)
- 1970: Heintje - mein bester Freund (Heintje, moj najboljši prijatelj)
- 1971: Morgen fällt die Schule aus (Jutri ne bo šole)

### Srečno poročen in nesrečno ločen
- Uradna spletna stran v kitajščini, angleščini, nizozemščini in nemščini.

(angleško)
- Steve Legget: About Heintje, publisher Viacom
- Heintje Lyrics

(nemško)
- HeintjeTrennung nach 33 Jahren! Von BUNTE.de Redaktion 26. April 2014
- Heintjes Frau und die Mutter seiner drei Kinder lässt ihn sitzen: «Maaammaaaa!» ist weg. Der «Maaammaa»-Kinderstar durchlebt schwierige Zeiten. Nach 33 Ehejahren sitzt er nun allein auf seinem Reiterhof. Publiziert: 28.04.2014 Aktualisiert: 30.09.2018
- "Seid vorsichtig" Hein "Heintje" Simons warnt seine Schlagerkollegen 04.12.2017 | dpa, mbo, t-online.de

### Filmi, albumi, obletnice, mama
(angleško)
- German Joys: Heintje turns 50

(nemško)

### Mladost in vzpon
- »Heintje – mein bester Freund« (slike iz filma iz 1970)
- Hendrik "Heintje" Simons: "Ich wollte meinen Sohn in eine Entzugsklinik einweisen lassen" von BUNTE Magazin 30. November 2020
- Durchbruch mit „Mama“. Heintje: Der große Kinderstar heute
- 60. GEBURTSTAG 10.08.2015. Wie "Heintje" heute aussieht. Hein Simons alias "Heintje" wird 60: "Ich hab einfach nur Glück gehabt" Hein Simons gelang als Zwölfjähriger mit "Mama" 1967 der ganz große Durchbruch - heute singt er noch immer. Seinen 60 . Geburtstag feiert er am am 12. August. Vor einigen Wochen erst war er in der Talkrunde von Markus Lanz zu sehen - und wirkte äußerst bodenständig und reflektiert, was seine fulminante Karriere angeht
- 65. Geburtstag So geht es Sänger Hein Simons alias 'Heintje' heute. Jessica Jansen, Online Redakteurin 11.08.2020. Am 12. August 2020 feiert der einstige Kinderstar Heintje seinen 65. Geburtstag. Wir verraten Ihnen, was Hein Simons heute macht.
- Heintje trauert um seine Mama: Virus "brachte das Fass zum Überlaufen". Im Alter von 86 Jahren Mutter von Schlagerstar Heintje gestorben: "Corona brachte das Fass zum Überlaufen" ter/dpa Dienstag, 10.11.2020, 08:01
- Heintje trauert um seine Mutter "In den letzten Stunden habe ich sie noch einmal sehen können". Mit seinem wohl größten Hit "Mama" hat er sie berühmt gemacht: Johanna Simons, die Mutter von Ex-Kinderstar Heintje, ist im Alter von 86 Jahren gestorben. Das gab der niederländische Sänger bekannt. 10.11.2020, 12.22 Uhr wit/dpa
- Heintje trauert um Mutter 10. November 2020, 16.15 Uhr red, ORF.at/Agenturen
- Heintje Der Kinderstar hat schwere Zeiten hinter sich von BUNTE.de Redaktion 02. Januar 2013
- Ein ganz verliebter Opa. Wie goldig! Schlagerstar Heintje zeigt seine süße Enkeltochter 03.12.2015 | t-online.de
- Heintje war eigentlich gar kein Mamasöhnchen 27.07.2018 | mbo, t-online

### Zdravstvene težave
- Heintje Der Kinderstar hat schwere Zeiten hinter sich von BUNTE.de Redaktion 02. Januar 2013
- HeintjeTrennung nach 33 Jahren! Von BUNTE.de Redaktion 26. April 2014
- Hein Simons alias Heintje ist krank: Tabletten wegen Krankheit Herzschwäche, Reflux, Lungenembolie Hein Simons: Tabletten-Drama um Schlagerstar Heintje. Mittlerweile geht es dem 62-Jährigen gesundheitlich nicht immer gut, wie er jetzt verriet. 30.11.2017 rut/kns/news.de/dpa
- 21.03.2020 Hein "Heintje" Simons krank: Herz-Operation! Große Sorge um den Schlagersänger rut/loc/news.de
- Heintje wird 65 Jahre alt "So einen Kinderstar hat es später nie mehr gegeben" 12.08.2020 dpa, mbo, t-online

### Pesmi
- Ich baue dir ein Schloss (Jaz gradim zate graščino)
- Heintje na youtube poje: Sveta noč
- Don Kosaken Chor 1-Oh Glockenton (Heintje in zbor Kozakov pojejo Večerni zvon)
- Aba Hajči-Bumbajči bum-bu[mrtva povezava]
- Heintje - Schneeglöckchen (Zvončki)
- Heintje: 71 pesmi
- Heintje Hein Simons - uradna stran na facebooku

### Filmi
- Einmal wird die Sonne wieder scheinen (1970: Nekoč bo sonce zopet sijalo 1. del)
- film 2. del
- Mein bester Freund v: BoySopranoLover Objavljeno 26.aprila2012
- Ein Herz geht auf Reisen (Srce gre na potovanje v Švico)
- Morgen Fällt die Schule aus (Jutri ne bo šole, objavljeno 11. jul. 2012 v BoySopranoLover
- Heintje 3 filmi[mrtva povezava]
- Ein Hoch auf die Liebe (Juhu za ljubezen)
- Another full singing film of Heintje (Drugi film v katerem poje Heintje
- Der Bayern blog 2011: Hansi Kraus Heintje, Hurra Die Schule brennt (Juhej, šola gori!)